# Megalurus palustris
La yerbera palustre (Megalurus palustris) es una especie de ave paseriforme de la familia Locustellidae propia del sur de Asia.

## Distribución y hábitat
Se la encuentra en Bangladés, Birmania, Camboya, China, India, Indonesia, Laos, Malasia, Nepal, Pakistán, Filipinas, Tailandia y Vietnam. 

## Galería

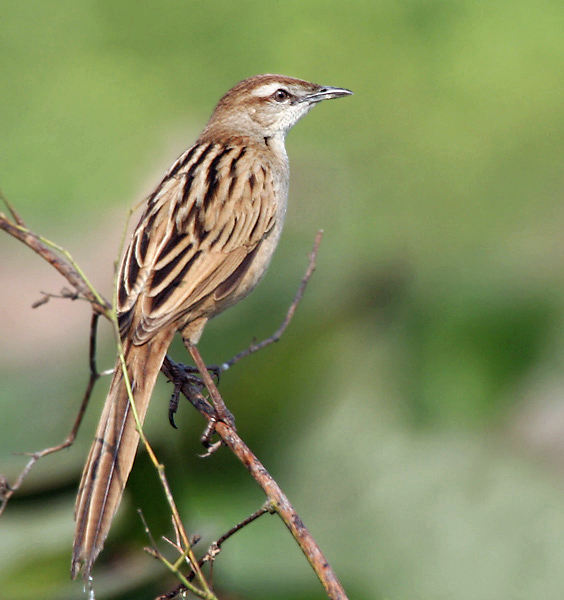
En  Calcuta, Bengala Occidental, India.
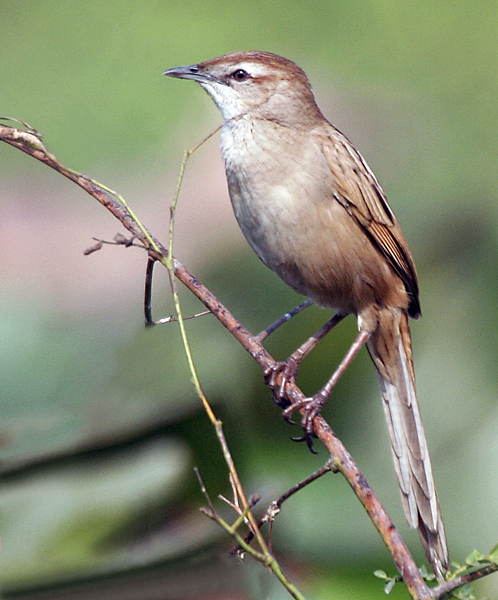
En  Calcuta, Bengala Occidental, India.
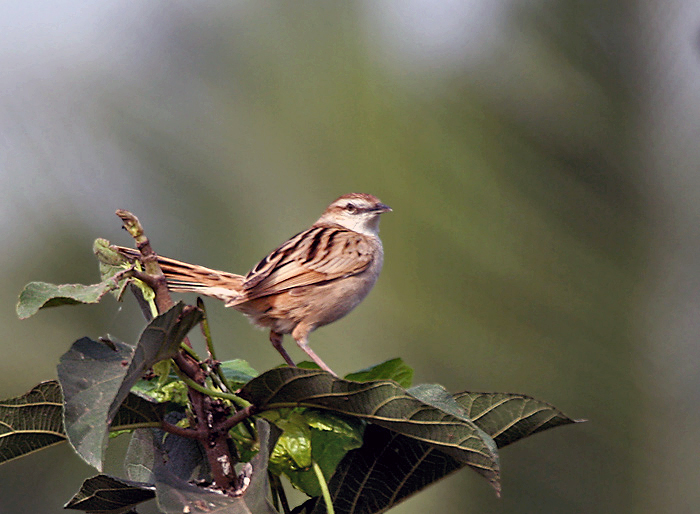
En  Calcuta, Bengala Occidental, India.
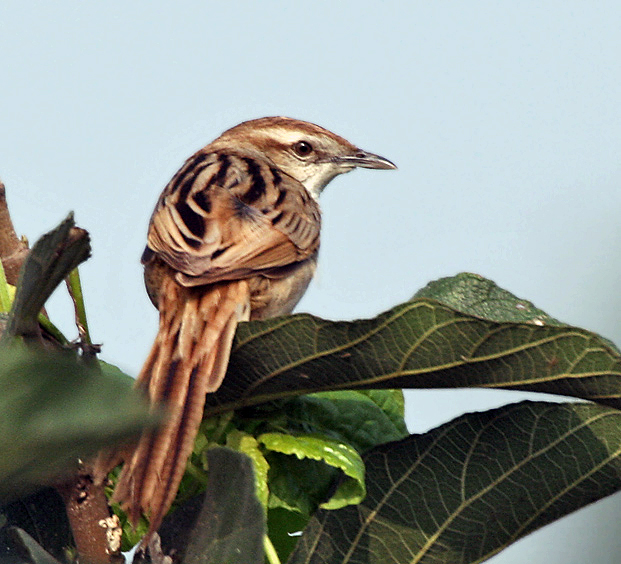
En  Calcuta, Bengala Occidental, India.